# Browning M1917
A Browning M1917 é uma metralhadora pesada que foi usada pelas Forças Armadas dos Estados Unidos na Primeira Guerra Mundial, na Segunda Guerra Mundial, na Guerra da Coreia e na Guerra do Vietnã; além de também tem sido usada por outros países. Era uma metralhadora servida por tripulação, alimentada por fita e refrigerada a água que serviu ao lado da Browning M1919 refrigerada a ar muito mais leve. Foi usada no nível do batalhão e muitas vezes montada em veículos (como um jipe). Houve duas iterações principais: a M1917, que foi usada na Primeira Guerra Mundial e a M1917A1, que foi usada depois. A M1917, que foi usada em algumas aeronaves e também em terra, tinha uma cadência cíclica de 450 tiros por minuto. A M1917A1 tinha uma cadência cíclica de 450 a 600 tiros por minuto.

## Variantes

### Variantes militares dos EUA

#### M1917A1
- Metralhadoras M1917 "repotenciadas" no Arsenal de Rock Island para aumentar a vida útil.

#### M1918
- Versão refrigerada a ar da M1917 para uso a bordo de aeronaves. Desenvolvida durante a Primeira Guerra Mundial, a M1918 apareceu tarde demais, mas se tornou a principal metralhadora americana desse tipo até o desenvolvimento da M1919.
- Possui um cano mais pesado, mas uma manga de resfriamento mais leve em comparação com a da M1917.
- Uma subvariante, a M1918M1, foi desenvolvida como uma versão flexível da M1918 fixa.[1]:28-29

### Variantes estrangeiras e suas designações
O projeto da M1917 tem sido usado em vários países ao redor do mundo, sob diversas formas. Em certos casos, o país que a utilizou aplicou-lhe um novo nome.

#### FN30
A partir de 1930, a Fabrique Nationale belga produziu versões resfriadas a ar e a água da M1917, em vários calibres para uso doméstico e de exportação.:65-66

#### Ksp m/36
- Designação sueca para as metralhadoras M1917 calibre 6,5 mm usadas para apoio à infantaria ou para as antiaéreas calibre 8 mm. Em meados da década de 1970, todas as metralhadoras foram convertidas para usar cartuchos 7,62×51mm NATO.

#### Ckm wz.30
- Cópia polonesa da M1917, com câmara para o cartucho 7,92x57mm Mauser.

#### M/29

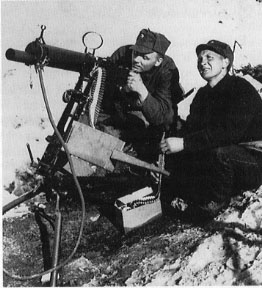
Metralhadora norueguesa M/29 em configuração antiaérea durante a Batalha de Narvik em 1940.

- Designação norueguesa para a Colt M1917 (mencionado na seção seguinte) calibre 7,92 mm, usada como metralhadora pesada e antiaérea padrão do exército norueguês entre 1929 e 1940. A M/29 substituiu a metralhadora Hotchkiss M1914 no Exército Norueguês.[5] Um total de 1.800 metralhadoras M/29 estavam em serviço no Exército Norueguês na época da invasão alemã de 9 de abril de 1940.[6] A M/29 teve um desempenho excelente durante a Campanha da Noruega, sendo muitas vezes a única metralhadora pesada usada pelas tropas norueguesas da linha de frente.

### Variantes comerciais

#### Colt Modelo 1917 e Modelo 1928
- A Colt produziu metralhadoras M1917 comerciais, bem como uma série de metralhadoras ligeiramente modificadas, chamadas Modelo 1928, sob um contrato com o governo argentino.
- A metralhadora Modelo 1928 possui trava de segurança de polegar, quebra-chamas Tipo A e suportes para instalação de mira panorâmica.

#### Colt MG38, MG38B e MG38BT
- São modelos derivados da Colt M1928, para venda geral.
- As metralhadoras 38 e 38B eram resfriadas a água com uma manga de resfriamento aparafusada no suporte, ao contrário da M1917 e da Colt Modelo 1928.
- A metralhadora 38BT tinha um cano curto e pesado resfriado a ar e era semelhante à Browning M1919A2, projetada para uso a bordo de tanques.
- As metralhadoras da série 38 apresentam empunhaduras de "cabo de pá", que não aparecem nas outras metralhadoras M1917 ou na maioria das metralhadoras M1919.

## Modelos derivados
Uma versão simplificada e refrigerada a ar da arma, Modelo 1919, foi adotada após a Primeira Guerra Mundial e entrou em ação na Segunda Guerra Mundial, na Guerra da Coreia, na Guerra do Vietnã e na Crise do Congo.

## Operadores

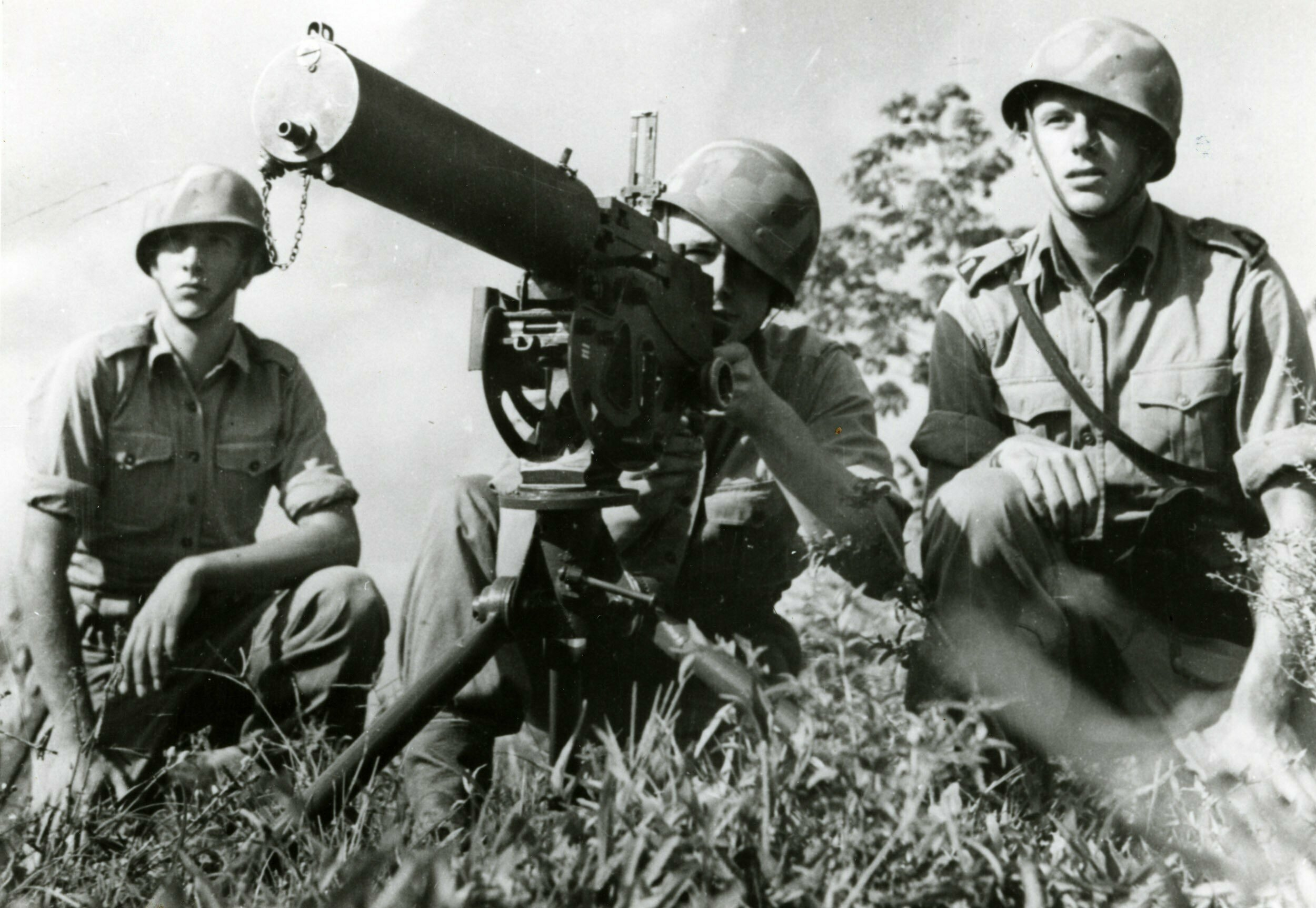
Soldados holandeses do Exército Real das Índias Orientais Holandesas treinando na M1917A1.

- Argentina: Colt Modelo 1928 e FN Modelo 30 em 7,65×53mm Mauser[1]:65-66
- Bélgica: produzida localmente[1]:66
- Bolívia: comprou 256 MG38 entre 1920 e 1938 e 207 MG40 em 1933-1934, todas em 7,65×53mm Mauser.[7]
- China: "Type 30", uma cópia chinesa da M1917 em 7,92×57mm Mauser usada na Segunda Guerra Sino-Japonesa[8]
- Cuba[9]
- Etiópia[10]
- França: usou variante aerotransportada em 7,5×54mm como a Modèle 1938.[1]:66 A M1917 também foi utilizada pelo BF-ONU[11] e durante a Primeira Guerra da Indochina.[12]
- Grécia: Variante FN30 em 6,5×54mm Mannlicher–Schönauer[1]:66
- Guatemala: Modelo 1924 em 7×57mm Mauser[1]:65
- Coreia do Sul: As Forças Armadas receberam 316 M1917A1 antes da Guerra da Coreia e 751 estavam em serviço no Exército até o final da guerra.[13]
- México: Modelo 1919 em 7×57mm Mauser[1]:65
- Noruega: m/29[1]:65
- Paraguai: comprou 144 MG38 entre 1928 e 1934[7]
- Filipinas[1]:76
- Polónia[1]:65
- Suécia (designada como Kulspruta (Ksp) m/36)[1]:65
- Tailândia: FN Modelo 30 em 8x52mmR,[1]:66 designada como Type 66
- Reino Unido: Adquirida através do Lend-Lease[1]:13
- Estados Unidos: era a metralhadora média padrão até ser substituída alguns anos após a Segunda Guerra Mundial.[1]:75 Foi usada nas Reservas do Exército e na Guarda Nacional do Exército até o final dos anos 1960 e início dos anos 1970.[1]:5